# Картель Тіхуани
Картель Тіхуани (ісп. Cártel de Tijuana; англ. Tijuana Cartel) або Картель Арельяно-Фелікса (ісп. Cártel Arellano Félix — CAF; англ. Arellano-Félix Organization) — один з мексиканських наркокартелів. Свого часу картель був відомий як «один з найбільших і найжорстокіших злочинних угруповань Мексики». З 2006 року почав поступатися своїм впливом конкурентним кримінальним організаціям, зокрема картелю Сіналоа. Станом на 2010-ті роки вплив Тіхуанського картелю обмежується містом Тіхуана та його околицями.